# Rijssen-Holten
Rijssen-Holten este o comună în provincia Overijssel, Țările de Jos. Comuna este numită după principalele localități: Rijssen și Holten.

## Localități componente
Rijssen, Holten, Espelo.